# Ян Фелікс Бучацький

Ян Фелікс з Підгаєць Бучацький гербу Абданк (лат. Iohanne Mediocri) (пом. 1507/1509) — польський шляхтич, військовик та урядник Королівства Польського. Представник підгаєцької гілки роду Бучацьких.

## Життєпис
Батько — воєвода Якуб Бучацький (1501), мати — дружина батька Анна зі Спрови гербу Одровонж. Брат єпископа Якуба, Яна Анджея, Беати (дружини Юрія Крупського) та Катажини (пережила всіх родичів, стала генеральною спадкоємицею Підгаєцьких маєтків роду Бучацьких, які як віно отримав її чоловік Ян Творовський) Бучацьких. Придворний короля Олександра Ягайлончика (згадка у 1503 році). Посади: крайчий королівський, староста плонський (можливо, плоцький). За вірну службу отримав у 1505 році спільно з братами від короля містечко Литвинів над Золотою Липою у Галицькому повіті (король отримав його згідно з ленним правом від Анни Литвинівської-Бучацької (донька Яна)). Король Сигізмунд І Старий своїм привілеєм у 1507 році підтвердив привілей-надання свого попередника.